# Italiaanse bank- en verzekeringswezen
Dit artikel beschrijft het Italiaanse bank- en verzekeringswezen. 

## Bankwezen
De Italiaanse centrale bank (Banca d'Italia) zorgt voor het vervaardiging van bankbiljetten en oefent, onder toezicht van een ministerieel comité, controle uit op de nationale banksector. Daarnaast probeert ze de nationale sector zo veel mogelijk te beschermen tegen buitenlandse banken. Deze vorm van protectionisme heeft tot nu toe tot gevolg gehad, dat het aantal internationale fusies met grote Italiaanse banken minimaal zijn gebleven.
Sinds de introductie van de euro groeit, is echter de belangstelling van buitenlandse banken voor de Italiaanse markt wel toegenomen. Mede dankzij deze toenemende externe aandacht proberen veel Italiaanse banken zich te reorganiseren en hun dienstverlening klantgerichter te maken. Andere belangrijke redenen voor deze veranderingen zijn nieuwe distributiekanalen (zoals internet), die een individuelere serviceverlening mogelijk maken, de uitbreiding van het aanbod aan diensten en producten (vooral het advies geven aan midden- en kleinbedrijven met betrekking tot nieuwe activiteiten en het beschikbaar stellen van financiële middelen). Daarnaast openen ook steeds meer Italiaanse banken vestigingen in het buitenland en tonen zij steeds meer interesse voor internationale strategische allianties. 
De afgelopen jaren is het aantal bankinstellingen in Italië afgenomen van ruim 1150 begin jaren 90 naar 814 eind 2002 en 708 per jaareinde 2003. In vergelijking met andere Europese landen is de Italiaanse banksector nog steeds sterk opgesplitst in voornamelijk regionale instellingen, wat als gevolg heeft dat het integratieproces tussen banken die fuseren erg langzaam en moeizaam verloopt. De belangrijkste reden voor dit gebrekkige besef van integratie, is de politiek en sociale weerstand tegen de vermindering van werkgelegenheid in deze sector. 

## Verzekeringswezen
Het Italiaanse verzekeringswezen wordt hoofdzakelijk gedomineerd door nationale maatschappijen (70% van het marktaandeel), waarvan Assicurazioni Generali de grootste is. De overige 30% van het marktaandeel is in handen van voornamelijk Duitse (Ras. Lloyd Adriatico), Franse (Axa Assicurazioni) en Zwitserse (Winterthur Assicurazioni) maatschappijen.
Sinds 1999 is de “waarde’’ van het verzekeringswezen toegenomen en in 2001 omvatten de verzekeringsgelden ongeveer 4% van het BBP, wat te vergelijken is met het niveau van Spanje. Ook de komende jaren zal de “waarde” van deze sector binnen de financiële sector waarschijnlijk toenemen. Dit mede vanwege de tekorten binnen de gezondheidszorg en het staatspensioen, en het toegenomen belang van de nieuw opgerichte particuliere pensioenfondsen.

## Particuliere pensioenfondsen
Anders als in veel andere Europese landen, spaart men in Italië van oudsher zelf niet voor zijn pensioen, maar krijgt men een staatspensioen dat 70% van het laatst verdiende loon bedraagt. Sinds 1995 is dit pensioenstelsel vanwege de toenemende vergrijzing en de steeds langer wordende levensverwachting vervangen door een zogenaamde middelloonstelsel. In dit nieuwe stelsel bouwt men pensioenrechten op, doordat men tijdens zijn werkzame jaren contributies betaald. Men kan tussen zijn 57 en 65 levensjaar met pensioen gaan. De pensioenpremies worden ingezameld en betaald door het nationale instituut voor sociale zekerheid (Istituto Nazionale Previdenza Sociale). Dit instituut wordt op zijn beurt gecontroleerd door de Italiaanse staat.